# NGC 6366
NGC 6366 é um aglomerado globular na direção da constelação de Ophiuchus. O objeto foi descoberto pelo astrônomo August Winnecke em 1860, usando um telescópio refrator com abertura de 3 polegadas. Devido a sua moderada magnitude aparente (+9,5), é visível apenas com telescópios amadores ou com equipamentos superiores. 